# Enfermedad de Coats
La enfermedad de Coats ( sinónimo de retinitis exudativa y telangiectasia retiniana ) es un proceso crónico que comienza a manifestarse en la juventud o niñez y que se desarrolla de forma lenta y progresiva. Está causada por un desarrollo anormal de los vasos sanguíneos de la retina (la capa más interna del ojo sensible a la luz). Conduce a una pérdida significativa de visión.

## Historia
La enfermedad de Coats se denomina en memoria del oftalmólogo escocés George Coats (1876-1915) que la describió en 1908.

## Descripción

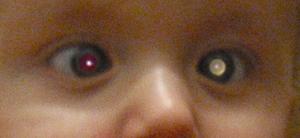

Es una enfermedad poco frecuente que afecta más a los varones que a las mujeres, el 80% de los pacientes presentan síntomas antes de los 10 años.
Las manifestaciones iniciales consisten generalmente en pérdida de visión unilateral, pues la enfermedad suele afectar solamente a un ojo. También puede producirse estrabismo y en las fases avanzadas, manifestaciones más graves, como desprendimiento de retina.
Debido a la alteración de los vasos sanguíneos de la retina, se producen exudados amarillentos que son visibles mediante la exploración del ojo con un oftalmoscopio. Es una de las patologías con las que hay que hacer diagnóstico diferencial de leucocoria. Si estos exudados afectan a la mácula (la porción central y más sensible de la retina), la pérdida de capacidad visual es muy importante. Otras veces se produce una complicación grave que se conoce como edema macular.
La evolución es lenta y progresiva, el pronóstico es en general malo en lo que respecta a la capacidad visual del ojo afectado. No obstante existen tratamientos que pueden ser efectivos y a veces la enfermedad se detiene por sí misma.
La enfermedad de Coats no es hereditaria y se desconoce su causa subyacente. Se ha teorizado que algunos casos pueden deberse a cambios genéticos somáticos (adquiridos, no hereditarios) en el gen NDP.

## Tratamiento

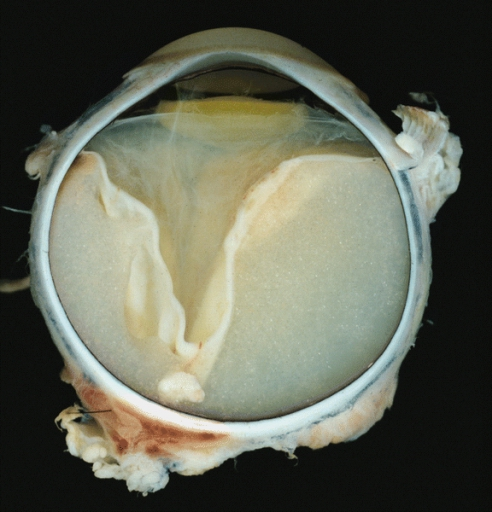
Un caso de la enfermedad de Coats, mostrando desprendimiento total de retina con exudados subretiniano que contiene cristales de colesterol y un nódulo fibroso en el polo posterior

El tratamiento recomendado es la aplicación de láser sobre la retina o la crioterapia (destrucción de las lesiones mediante frío), dependiendo del grado de evolución de la enfermedad y de la localización y amplitud de las lesiones en la retina.

## Curiosidades
Una niña salvó su vista porque en una foto que le hicieron uno de sus ojos aparecía con un brillo más intenso y blanco que el otro, lo que alarmó a los que la contemplaron e hizo que su madre la llevara a un oftalmólogo, quien diagnosticó enfermedad de Coats.